# Vitekorchis vasquezii
Vitekorchis vasquezii är en orkidéart som först beskrevs av Eric Alston Christenson, och fick sitt nu gällande namn av Agnieszka Romowicz och Dariusz Lucjan Szlachetko. Vitekorchis vasquezii ingår i släktet Vitekorchis och familjen orkidéer.
Artens utbredningsområde är Bolivia. Inga underarter finns listade i Catalogue of Life.